# 2023年世界水泳選手権ガイアナ選手団
2023年世界水泳選手権ガイアナ選手団は、2023年7月14日から7月30日まで日本の福岡で開催された第20回世界水泳選手権のガイアナ選手団、およびその競技結果。

## 選手団
- 人員: 選手 3人

## 選手名簿・結果
| 選手                 | 種目               | 予選      | 予選 | 準決勝   | 準決勝   | 決勝     | 決勝     |
| 選手                 | 種目               | 結果      | 順位 | 結果     | 順位     | 結果     | 順位     |
| -------------------- | ------------------ | --------- | ---- | -------- | -------- | -------- | -------- |
| レオン・シートン     | 男子50m自由形      | 24秒82    | 83位 | 予選敗退 | 予選敗退 | 予選敗退 | 予選敗退 |
| レオン・シートン     | 男子100m自由形     | 53秒75    | 86位 | 予選敗退 | 予選敗退 | 予選敗退 | 予選敗退 |
| レイクウォン・ノエル | 男子400m自由形     | 4分05秒70 | 42位 | -        | -        | 予選敗退 | 予選敗退 |
| レイクウォン・ノエル | 男子200mバタフライ | 2分05秒65 | 33位 | 予選敗退 | 予選敗退 | 予選敗退 | 予選敗退 |
| アレカ・パーソード   | 女子50m自由形      | 27秒98    | 63位 | 予選敗退 | 予選敗退 | 予選敗退 | 予選敗退 |
| アレカ・パーソード   | 女子100m自由形     | 1分00秒67 | 49位 | 予選敗退 | 予選敗退 | 予選敗退 | 予選敗退 |